# Christian Händle
Christian Händle (Marburgo, 13 de mayo de 1965) es un deportista alemán que compitió en remo. Su hermano Roland compitió en el mismo deporte.
Ganó dos medallas en el Campeonato Mundial de Remo, en los años 1993 y 1994. Participó en los Juegos Olímpicos de Verano, ocupando el cuarto lugar en Seúl 1988 y el octavo en Barcelona 1992, en la prueba de doble scull.

## Palmarés internacional
| Campeonato Mundial | Campeonato Mundial            | Campeonato Mundial | Campeonato Mundial |
| Año                | Lugar                         | Medalla            | Prueba             |
| ------------------ | ----------------------------- | ------------------ | ------------------ |
| 1993               | Račice (República Checa)      | Medalla de bronce  | Doble scull        |
| 1994               | Indianápolis (Estados Unidos) | Medalla de plata   | Doble scull        |